# Équipe cycliste UniSA-Australia
L'équipe cycliste UniSA-Australia est une sélection de coureurs cyclistes australiens participant tous les ans au Tour Down Under.

## Victoires

### Classements
- Classement général : Patrick Jonker (2004)
- Classement de la montagne : Gene Bates (2005), Luke Roberts (2011), Jack Bobridge (2015), Luke Burns (2024) et Fergus Browning (2025)
- Meilleur jeune : Gene Bates (2001 et 2003)
- Classement par équipes  : 2004, 2006 et 2017
- Coureur le plus combatif : Allan Davis (2008)

### Étapes
| Date            | Course                            | Vainqueur        |
| 19 janvier 2001 | 4e étape du Tour Down Under 2001  | Luke Roberts     |
| 21 janvier 2006 | 4e étape du Tour Down Under 2006  | Russell van Hout |
| 16 janvier 2007 | 1re étape du Tour Down Under 2007 | Karl Menzies     |
| 24 janvier 2008 | 3e étape du Tour Down Under 2008  | Allan Davis      |
| 18 janvier 2012 | 2e étape du Tour Down Under 2012  | William Clarke   |
| 20 janvier 2015 | 1re étape du Tour Down Under 2015 | Jack Bobridge    |
| 23 janvier 2015 | 4e étape du Tour Down Under 2015  | Steele Von Hoff  |

## Sélections

### Tour Down Under 2025
| Dossard | Coureur         | Date de naissance | Équipe                      | Résultats |
| ------- | --------------- | ----------------- | --------------------------- | --------- |
| 191     | Damien Howson   | 13 août 1992      | Q36.5                       | 41e       |
| 192     | Cameron Scott   | 4 janvier 1998    | Bahrain Victorious          | 111e      |
| 193     | Zac Marriage    | 12 novembre 2003  | Butterfields Ziptrak Racing | 19e       |
| 194     | Fergus Browning | 4 décembre 2003   | CCACHE x BODYWRAP           | 39e       |
| 195     | Rudy Porter     | 15 décembre 2000  | Jayco-AlUla                 | 16e       |
| 196     | Oliver Bleddyn  | 27 janvier 2003   | Atom 6 - Decca CT           | 100e      |
| 197     | Liam Walsh      | 29 mai 2001       | CCACHE x BODYWRAP           | 125e      |

### Tour Down Under 2024
| Dossard | Coureur          | Date de naissance | Équipe                | Résultats |
| ------- | ---------------- | ----------------- | --------------------- | --------- |
| 191     | Michael Storer   | 28 février 1997   | Tudor                 | 20e       |
| 192     | Damien Howson    | 13 août 1992      | Q36.5                 | 9e        |
| 193     | Declan Trezise   | 30 juin 2002      | ARA-Skip Capital      | 100e      |
| 194     | Tristan Saunders | 22 février 2000   | BridgeLane            | 93e       |
| 195     | Luke Burns       | 11 juin 1998      | BridgeLane            | 67e       |
| 196     | Jackson Medway   | 15 octobre 2004   | St George Continental | 106e      |
| 197     | Liam Walsh       | 29 mai 2001       | BridgeLane            | 114e      |

### Tour Down Under 2023
| Dossard | Coureur         | Date de naissance | Équipe            | Résultats    |
| ------- | --------------- | ----------------- | ----------------- | ------------ |
| 191     | Caleb Ewan      | 11 juillet 1994   | Lotto Dstny       | 100e         |
| 192     | Jarrad Drizners | 31 mai 1994       | Lotto Dstny       | 90e          |
| 193     | Graeme Frislie  | 2 février 2001    | CCACHE x Par Klüp | NP - étape 2 |
| 194     | Conor Leahy     | 16 avril 1999     | BridgeLane        | NP - étape 2 |
| 195     | Zac Marriage    | 12 novembre 2003  | BridgeLane        | 119e         |
| 196     | James Moriarty  | 7 juin 2001       | CCACHE x Par Klüp | AB - étape 2 |
| 197     | Liam Walsh      | 29 mai 2001       | BridgeLane        | 113e         |

### Tour Down Under 2020
| Coureur         | Date de naissance | Nationalité | Équipe                        |
| --------------- | ----------------- | ----------- | ----------------------------- |
| Jarrad Drizners | 31.05.1999        | Australie   | Hagens Berman Axeon           |
| Samuel Jenner   | 02.04.1997        | Australie   | Team BridgeLane               |
| Tyler Lindorff  | 22.03.2000        | Australie   | Team BridgeLane               |
| Kelland O'Brien | 22.05.1998        | Australie   | St Kilda Cycling Club         |
| Cameron Scott   | 04.01.1998        | Australie   |                               |
| Samuel Welsford | 19.01.1996        | Australie   | Northern Beaches Cycling Club |
| Nicholas White  | 06.09.1997        | Australie   | Team BridgeLane               |

### Tour Down Under 2019
| Coureur            | Date de naissance | Nationalité | Équipe                    |
| ------------------ | ----------------- | ----------- | ------------------------- |
| Chris Harper       | 23.11.1994        | Australie   | Team BridgeLane           |
| Jason Lea          | 25.06.1996        | Australie   | Team BridgeLane           |
| Michael Potter     | 06.11.1997        | Australie   | Pro Racing Sunshine Coast |
| Dylan Sunderland   | 26.02.1996        | Australie   | Team BridgeLane           |
| Ayden Toovey       | 08.11.1995        | Australie   | Team BridgeLane           |
| Neil Van der Ploeg | 23.09.1987        | Australie   | Team BridgeLane           |
| Nicholas White     | 06.09.1997        | Australie   | Team BridgeLane           |

### Tour Down Under 2018
| Coureur          | Date de naissance | Nationalité | Équipe                                           |
| ---------------- | ----------------- | ----------- | ------------------------------------------------ |
| Scott Bowden     | 04.04.1995        | Australie   | Bennelong SwissWellness Cycling Team p/b Cervelo |
| Zakkari Dempster | 27.09.1987        | Australie   | Israel Cycling Academy                           |
| Nathan Earle     | 04.06.1988        | Australie   | Israel Cycling Academy                           |
| Alexander Porter | 13.05.1996        | Australie   | Bennelong SwissWellness Cycling Team p/b Cervelo |
| Timothy Roe      | 08.10.1989        | Australie   | Bennelong SwissWellness Cycling Team p/b Cervelo |
| Steele Von Hoff  | 31.12.1987        | Australie   | Bennelong SwissWellness Cycling Team p/b Cervelo |
| Sam Welsford     | 19.01.1996        | Australie   | Australian Cycling Academy                       |

### Tour Down Under 2017
| Coureur        | Date de naissance | Nationalité | Équipe                       |
| -------------- | ----------------- | ----------- | ---------------------------- |
| Nathan Earle   | 04.06.1988        | Australie   | Ukyo                         |
| Lucas Hamilton | 12.02.1996        | Australie   | Victorian Institute of Sport |
| Jai Hindley    | 05.05.1996        | Australie   |                              |
| Samuel Jenner  | 02.04.1997        | Australie   |                              |
| Cameron Meyer  | 11.01.1988        | Australie   |                              |
| Michael Storer | 28.02.1997        | Australie   |                              |
| Callum Scotson | 10.08.1996        | Australie   | BMC Development              |

### Tour Down Under 2016
| Coureur          | Date de naissance | Nationalité | Équipe                |
| ---------------- | ----------------- | ----------- | --------------------- |
| Anthony Giacoppo | 13.05.1986        | Australie   | Avanti IsoWhey Sports |
| Lucas Hamilton   | 12.02.1996        | Australie   |                       |
| Chris Hamilton   | 18.05.1995        | Australie   | Avanti IsoWhey Sports |
| Sean Lake        | 06.12.1991        | Australie   | Avanti IsoWhey Sports |
| Patrick Lane     | 28.08.1991        | Australie   | Avanti IsoWhey Sports |
| Patrick Shaw     | 19.02.1986        | Australie   | Avanti IsoWhey Sports |
| Steele Von Hoff  | 31.12.1987        | Australie   | ONE                   |

### Tour Down Under 2015
| Coureur             | Date de naissance | Nationalité | Équipe           |
| ------------------- | ----------------- | ----------- | ---------------- |
| Jack Bobridge       | 13.07.1989        | Australie   | Budget Forklifts |
| Alexander Edmondson | 22.12.1993        | Australie   |                  |
| Jack Haig           | 06.09.1993        | Australie   |                  |
| Robert Power        | 11.05.1995        | Australie   |                  |
| Miles Scotson       | 18.01.1994        | Australie   |                  |
| Steele Von Hoff     | 31.12.1987        | Australie   | NFTO             |
| Neil Van der Ploeg  | 23.09.1987        | Australie   | Avanti Racing    |

### Tour Down Under 2014
| Coureur            | Date de naissance | Nationalité | Équipe                       |
| ------------------ | ----------------- | ----------- | ---------------------------- |
| Caleb Ewan         | 11.07.1994        | Australie   | Jayco-AIS World Tour Academy |
| Jack Haig          | 06.09.1993        | Australie   | Avanti                       |
| Mark O'Brien       | 16.09.1987        | Australie   | Avanti                       |
| Anthony Giacoppo   | 13.05.1986        | Australie   | Avanti                       |
| Neil Van der Ploeg | 23.09.1987        | Australie   | Avanti                       |
| Campbell Flakemore | 06.08.1992        | Australie   | Avanti                       |
| Bradley Linfield   | 29.06.1994        | Australie   |                              |

### Tour Down Under 2013
| Coureur            | Date de naissance | Nationalité | Équipe                              |
| ------------------ | ----------------- | ----------- | ----------------------------------- |
| Adam Phelan        | 23.08.1991        | Australie   | Drapac                              |
| Zakkari Dempster   | 27.09.1987        | Australie   | NetApp-Endura                       |
| Anthony Giacoppo   | 13.05.1986        | Australie   | Huon Salmon-Genesys Wealth Advisers |
| Damien Howson      | 13.08.1990        | Australie   |                                     |
| Jordan Kerby       | 15.08.1992        | Australie   | Christina Watches-Onfone            |
| Bernard Sulzberger | 05.12.1983        | Australie   | Drapac                              |
| Calvin Watson      | 06.01.1993        | Australie   |                                     |

### Tour Down Under 2012
| Coureur            | Date de naissance | Nationalité | Équipe               |
| ------------------ | ----------------- | ----------- | -------------------- |
| Steele Von Hoff    | 31.12.1987        | Australie   | Chipotle Development |
| Jay McCarthy       | 08.09.1992        | Australie   | Jayco-AIS            |
| Rohan Dennis       | 28.05.1990        | Australie   |                      |
| Lachlan Norris     | 21.01.1987        | Australie   | Drapac               |
| Thomas Palmer      | 28.06.1990        | Australie   | Drapac               |
| Bernard Sulzberger | 05.12.1983        | Australie   |                      |
| William Clarke     | 11.04.1985        | Australie   | Champion System      |

### Tour Down Under 2011
| Coureur            | Date de naissance | Nationalité | Équipe       |
| ------------------ | ----------------- | ----------- | ------------ |
| Jonathan Cantwell  | 08.01.1982        | Australie   |              |
| Mitchell Docker    | 02.10.1986        | Australie   | Skil-Shimano |
| Luke Durbridge     | 09.04.1991        | Australie   | Jayco-AIS    |
| Michael Hepburn    | 17.09.1991        | Australie   | Jayco-AIS    |
| Luke Roberts       | 25.01.1977        | Australie   |              |
| Bernard Sulzberger | 05.12.1983        | Australie   |              |
| Wesley Sulzberger  | 20.10.1986        | Australie   | FDJ          |

### Tour Down Under 2010
| Coureur           | Date de naissance | Nationalité | Équipe          |
| ----------------- | ----------------- | ----------- | --------------- |
| Jonathan Cantwell | 08.01.1982        | Australie   | Fly V Australia |
| Simon Clarke      | 13.07.1986        | Australie   | ISD-Neri        |
| Rohan Dennis      | 28.25.1990        | Australie   | Jayco-Skins     |
| David Kemp        | 10.04.1984        | Australie   | Fly V Australia |
| Michael Matthews  | 26.09.1990        | Australie   | Jayco-Skins     |
| Peter McDonald    | 27.09.1978        | Australie   | Drapac Porsche  |
| Timothy Roe       | 28.08.1989        | Australie   | Trek Livestrong |

### Tour Down Under 2009
| Coureur        | Date de naissance | Nationalité | Équipe                        |
| -------------- | ----------------- | ----------- | ----------------------------- |
| Jack Bobridge  | 13.07.1989        | Australie   | Australian Institute of Sport |
| Simon Clarke   | 13.07.1986        | Australie   | Knauf-Endeka                  |
| Baden Cooke    | 12.10.1978        | Australie   | Vacansoleil                   |
| Scott Davis    | 22.04.1979        | Australie   | V Australia-Virgin Blue       |
| Travis Meyer   | 08.06.1989        | Australie   | Australian Institute of Sport |
| Luke Roberts   | 25.01.1977        | Australie   | Kuota-Senges                  |
| Matthew Wilson | 01.10.1977        | Australie   | Type 1                        |

### Tour Down Under 2008
| Coureur           | Date de naissance | Nationalité | Équipe                  |
| ----------------- | ----------------- | ----------- | ----------------------- |
| Simon Clarke      | 18.08.1986        | Australie   | South Australia.com AIS |
| Allan Davis       | 27.07.1980        | Australie   |                         |
| Karl Menzies      | 17.06.1977        | Australie   | Health Net              |
| Richie Porte      | 30.01.1985        | Australie   | Praties                 |
| Luke Roberts      | 25.01.1977        | Australie   | Kuota Senges            |
| Wesley Sulzberger | 20.10.1986        | Australie   | South Australia.com AIS |
| Matthew Wilson    | 01.10.1977        | Australie   | Type 1                  |

### Tour Down Under 2007
| Coureur          | Équipe                             |
| ---------------- | ---------------------------------- |
| Brett Aitken     | Savings & Loans                    |
| Allan Davis      | Discovery Channel                  |
| Mitchell Docker  | Drapac-Porsche Development Program |
| Russell Van Hout | Savings & Loans                    |
| Chris Jongewaard | Jittery Joe's                      |
| Robert McLachlan | Drapac-Porsche Development Program |
| Karl Menzies     | Health Net presented by Maxxis     |
| Matthew White    | Discovery Channel                  |

### Tour Down Under 2006
| Coureur          | Équipe |
| ---------------- | ------ |
| Gene Bates       |        |
| Paul Crake       |        |
| Ben Day          |        |
| Mitchell Docker  |        |
| Russell Van Hout |        |
| Chris Jongewaard |        |
| Robert McLachlan |        |
| Sean Sullivan    |        |

### Tour Down Under 2005
| Coureur            | Équipe |
| ------------------ | ------ |
| Gene Bates         |        |
| Stephen Cunningham |        |
| James Hannam       |        |
| Russell Van Hout   |        |
| Chris Jongewaard   |        |
| Adrian Laidler     |        |
| Matthew Rex        |        |
| Corey Sweet        |        |

### Tour Down Under 2004
| Coureur            | Équipe |
| ------------------ | ------ |
| Gene Bates         |        |
| Stephen Cunningham |        |
| James Hannam       |        |
| Russell Van Hout   |        |
| Patrick Jonker     |        |
| Adrian Laidler     |        |
| Matthew Rex        |        |
| Luke Roberts       |        |

### Tour Down Under 2003
| Coureur            | Équipe |
| ------------------ | ------ |
| Brett Aitken       |        |
| Gene Bates         |        |
| Stephen Cunningham |        |
| Russell Van Hout   |        |
| Patrick Jonker     |        |
| Adrian Laidler     |        |
| Luke Roberts       |        |
| Jay Sweet          |        |

### Tour Down Under 2002
| Coureur            | Équipe |
| ------------------ | ------ |
| Brett Aitken       |        |
| Gene Bates         |        |
| Stephen Cunningham |        |
| Russell Van Hout   |        |
| Patrick Jonker     |        |
| Adrian Laidler     |        |
| Luke Roberts       |        |
| Jay Sweet          |        |

### Tour Down Under 2001
| Coureur             | Équipe |
| ------------------- | ------ |
| Gene Bates          |        |
| Stephen Cunningham  |        |
| Lado Fumic          |        |
| Russell Van Hout    |        |
| Adrian Laidler      |        |
| Luke Roberts        |        |
| Kristjan Snorrasson |        |
| Matthew Wilson      |        |